# Река (Хорватія)
46°08′ пн. ш. 16°46′ сх. д. / 46.13° пн. ш. 16.76° сх. д.
Река (хорв. Reka) — населений пункт у Хорватії, в Копривницько-Крижевецькій жупанії у складі міста Копривниця.

## Населення
Населення за даними перепису 2011 року становило 1 507 осіб.
Динаміка чисельності населення поселення: